# Campionato croato di calcio a 5 2006-2007
Il Campionato croato di calcio a 5 2006-2007 è stato il sedicesimo campionato croato di calcio a 5. Si è svolto per la terza volta con la formula dei playoff dopo il girone unico ed ha visto trionfare per la prima volta la squadra dell'Hmnk Gospić.

## Classifica finale
| Pos | Squadra              | Pti | G  | V  | N | P  | GF  | GS  |
| --- | -------------------- | --- | -- | -- | - | -- | --- | --- |
| 1   | Hmnk Gospić          | 54  | 22 | 17 | 3 | 2  | 105 | 52  |
| 2   | MNK Uspinjača Zagreb | 49  | 22 | 15 | 4 | 3  | 102 | 46  |
| 3   | Spalato              | 47  | 22 | 14 | 5 | 3  | 85  | 41  |
| 4   | MNK Inero Split      | 44  | 22 | 14 | 2 | 6  | 102 | 76  |
| 5   | MNK Mejasi Split     | 36  | 22 | 11 | 3 | 8  | 76  | 69  |
| 6   | MNK Kijevo Knin      | 29  | 22 | 9  | 2 | 11 | 86  | 83  |
| 7   | Petrinjčica          | 27  | 22 | 7  | 6 | 9  | 82  | 86  |
| 8   | GOŠK Dubrovnik       | 25  | 22 | 7  | 4 | 11 | 82  | 88  |
| 9   | Promet Orkan Zagreb* | 24  | 22 | 8  | 3 | 11 | 57  | 64  |
| 10  | Torcida Spalato      | 24  | 22 | 6  | 6 | 10 | 60  | 75  |
| 11  | Croatia Perković     | 15  | 22 | 5  | 0 | 17 | 64  | 120 |
| 12  | Sokoli Samobor       | 0   | 22 | 0  | 0 | 22 | 39  | 140 |

*3 punti di penalizzazione

## Playoff

### Quarti di finale
| Squadre                            | Gara1 | Gara2 | Gara3 |
| ---------------------------------- | ----- | ----- | ----- |
| Hmnk Gospic - GOŠK Dubrovnik       | 4-1   | 5-2   |       |
| Inero Split - Mejasi Innecto Split | 4-3   | 3-4   | 2-5   |
| Uspinjaca Zagreb - Petrinjčica     | 4-3   | 4-1   |       |
| Spalato - Kijevo Jako Sport        | 5-2   | 3-1   |       |

### Semifinali
| Squadre                            | Gara1 | Gara2 | Gara3 |
| ---------------------------------- | ----- | ----- | ----- |
| Hmnk Gospic - Mejasi Innecto Split | 3-2   | 4-1   |       |
| Uspinjaca Zagreb - Spalato         | 4-1   | 3-4   | 6-2   |

### Finale
| Squadre                        | Gara1 | Gara2 | Gara3 |
| ------------------------------ | ----- | ----- | ----- |
| Hmnk Gospic - Uspinjaca Zagreb | 4-3   | 5-2   |       |